# ハリー・エリス・ディクスン
ハリー・エリス・ディクスン（Harry Ellis Dickson、1908年/1909年 - 2003年3月29日）は、長くボストン交響楽団で活動したことで知られるアメリカ合衆国のヴァイオリニスト。
日本語では、ハリー・エリス・ディクソンとも表記される。

## 経歴
ウクライナ系移民の子としてマサチューセッツ州ケンブリッジに生まれ、ソマービル高等学校を経て、ニューイングランド音楽院に学んだ。その後、ドイツへ留学してベルリン高等音楽学校（Horschschule für Musik Berlin：ベルリン芸術大学の前身のひとつ）でカール・フレッシュ（フレッシュ・カーロイ）やマックス・ロスタルにヴァイオリンを学び、帰国後にはピエール・モントゥーに指揮法を学んだ。
1938年、セルゲイ・クーセヴィツキーが常任指揮者だった当時のボストン交響楽団に加わり、以降49シーズンの長きにわたって第一ヴァイオリンの一員を務めた。
ボストン・ポップス・オーケストラにも同じく1938年から参加し、1955年からはアーサー・フィードラーの助手となり、1980年1月には副指揮者となった。
1959年にボストン交響楽団の青年向けコンサート・シリーズの創設に関わるなど、ディクスンはクラシック音楽の普及にも熱心に取り組んだ。1987年にボストン交響楽団を退団した後は、ボストン・クラシカル・オーケストラの音楽監督を務めた。

## おもな著書
- Gentlemen, More Dolce, Please, Beacon Press; 1st edition, 1974
  - 日本語訳：（鈴木道子 訳）ドルチェで行きましょう―わが愛するボストン交響楽団の三十年、文化放送開発センター出版部、1974年
- Arthur Fiedler and the Boston Pops, Houghton Mifflin, 1981
- Beating Time, Northeastern University Press, 1995